# Buriti (Maranhão)
Pour les articles homonymes, voir Buriti.
Buriti est une municipalité brésilienne située dans l'État du Maranhão.